# Liste der Stolpersteine in Weiterstadt
Die Liste der Stolpersteine in Weiterstadt enthält die Stolpersteine, die im Rahmen des gleichnamigen Kunst-Projekts von Gunter Demnig in Weiterstadt verlegt wurden. Mit ihnen soll an die Opfer des Nationalsozialismus erinnert werden, die in Weiterstadt lebten und wirkten.
Die letzte Verlegung fand am 14. Mai 2024 statt.

## Liste der Stolpersteine

### Gräfenhausen
| Name                     | Adresse                     | Bild | Inschrift | Verlegedatum  | Biografie und Anmerkungen |
| ------------------------ | --------------------------- | ---- | --- | ------------- | --- |
| Theodor May              | Darmstädter Landstraße 27 · |      | Hier wohnte Theodor May Jg. 1892 Flucht 1940 Bolivien                                                                                            |               | |
| Moritz May               | Darmstädter Landstraße 27 · |      | Hier wohnte Moritz May Jg. 1884 Flucht 1940 Bolivien                                                                                             |               | |
| Johanna May              | Darmstädter Landstraße 27 · |      | Hier wohnte Johanna May geb. Lehmann Jg. 1888 Flucht 1940 Bolivien                                                                               |               | |
| Martha May               | Darmstädter Landstraße 27 · |      | Hier wohnte Martha May Jg. 1912 Flucht 1937 England                                                                                              |               | |
| Irma May                 | Darmstädter Landstraße 27 · |      | Hier wohnte Irma May Jg. 1915 Flucht 1937 England                                                                                                |               | |
| Jakob Frenkel            | Hauptstraße 7 ·             |      | Hauptstraße 5 wohnte Jakob Frenkel Jg. 1881 ausgewiesen 1934 Polen Flucht Palästina                                                              | 26. Okt. 2018 | |
| Golda Naha Frenkel       | Hauptstraße 7 ·             |      | Hauptstraße 5 wohnte Golda Naha Frenkel geb. Grossmann Jg. 1892 ausgewiesen 1934 Polen Flucht Palästina                                          | 26. Okt. 2018 | |
| Nathan Frenkel           | Hauptstraße 7 ·             |      | Hauptstraße 5 wohnte Nathan Frenkel Jg. 1929 ausgewiesen 1934 Polen Flucht Palästina                                                             | 26. Okt. 2018 | |
| Eva Frenkel              | Hauptstraße 7 ·             |      | Hauptstraße 5 wohnte Eva Frenkel Jg. 1931 ausgewiesen 1934 Polen Flucht Palästina                                                                | 26. Okt. 2018 | |
| Wilhelm Volz             | Hauptstraße 12 ·            |      | Hier wohnte Wilhelm Volz Jg. 1879 mit Hilfe befreit/überlebt                                                                                     |               | |
| Emilie Volz              | Hauptstraße 12 ·            |      | Hier wohnte Emilie Volz geb. Hirsch Jg. 1885 deportiert 1943 Auschwitz ermordet 31.7.1943                                                        |               | |
| Heinrich Volz            | Hauptstraße 12 ·            |      | Hier wohnte Heinrich Volz Jg. 1907 verhaftet 1944 Gefängnis Darmstadt entlassen 1945 befreit/überlebt                                            |               | |
| Anna Volz                | Hauptstraße 12 ·            |      | Hier wohnte Anna Volz geb. Seemann Jg. 1907 mit Hilfe befreit/überlebt                                                                           |               | |
| Lilo Volz                | Hauptstraße 12 ·            |      | Hier wohnte Lilo Volz Jg. 1933 mit Hilfe befreit/überlebt                                                                                        |               | |
| Hilde Regina Hirsch      | Hauptstraße 22 ·            |      | Hier wohnte Hilde Regina Hirsch Jg. 1922 deportiert 1942 Piaski ermordet                                                                         | 6. Nov. 2013  | |
| Julius Hirsch            | Hauptstraße 22 ·            |      | Hier wohnte Julius Hirsch Jg. 1887 deportiert 1942 Piaski ermordet                                                                               | 6. Nov. 2013  | |
| Sofie Hirsch             | Hauptstraße 22 ·            |      | Hier wohnte Sofie Hirsch geb. Metzger Jg. 1887 deportiert 1942 Piaski ermordet                                                                   | 6. Nov. 2013  | |
| Fanny Mannheimer         | Hauptstraße 25 ·            |      | Hier wohnte Fanny Mannheimer geb. Reis Jg. 1873 unfreiwillig verzogen 1942 Darmstadt deportiert 1942 Theresienstadt ermordet in Auschwitz        |               | |
| Jenni Mannheimer         | Hauptstraße 25 ·            |      | Hier wohnte Jenni Mannheimer Jg. 1898 gedemütigt/entrechtet tot 2.12.1937                                                                        |               | |
| Simon Mannheimer         | Hauptstraße 25 ·            |      | Hier wohnte Simon Mannheimer Jg. 1900 'Schutzhaft' 1938 Sachsenhausen deportiert 1942 Piaski ermordet                                            |               | |
| Moritz Mannheimer        | Hauptstraße 25 ·            |      | Hier wohnte Moritz Mannheimer Jg. 1907 deportiert 1942 Piaski ermordet                                                                           |               | |
| Pauline Strauß           | Mittelstraße 1 ·            |      | Hier wohnte Pauline Strauss geb. Meier Jg. 1851 unfreiwillig verzogen 1939 Frankfurt/Main tot 23. April 1940                                     | 14. Mai 2024  | |
| Hilda Strauß             | Mittelstraße 1 ·            |      | Hier wohnte Hilda Strauss geb. Katzmann Jg. 1894 gedemütigt/entrechtet tot 16. Juli 1935                                                         | 14. Mai 2024  | |
| Armin Strauß             | Mittelstraße 1 ·            |      | Hier wohnte Armin Strauss Jg. 1890 Flucht 1937 USA                                                                                               | 14. Mai 2024  | |
| Selma Strauß             | Mittelstraße 1 ·            |      | Hier wohnte Selma Strauss Jg. 1888 unfreiwillig verzogen 1939 Frankfurt/Main deportiert 1942 Theresienstadt 1944 Auschwitz ermordet              | 14. Mai 2024  | |
| Charlotte Strauß         | Mittelstraße 1 ·            |      | Hier wohnte Charlotte Strauss Jg. 1923 Flucht 1937 USA                                                                                           | 14. Mai 2024  | |
| Leopold Seliger          | Mittelstraße 14 ·           |      | Hier wohnte Leopold Seliger Jg. 1881 unfreiwillig verzogen 1939 Frankfurt/Main deportiert 1942 Theresienstadt 1944 Auschwitz ermordet            | 14. Mai 2024  | |
| Jenni Seliger            | Mittelstraße 14 ·           |      | Hier wohnte Jenni Seliger geb. Strauss Jg. 1883 unfreiwillig verzogen 1939 Frankfurt/Main deportiert 1942 Theresienstadt 1944 Auschwitz ermordet | 14. Mai 2024  | |
| Jakob Seliger            | Mittelstraße 14 ·           |      | Hier wohnte Jakob Seliger Jg. 1906 'Schutzhaft' 1938 Gefängnis Frankfurt/Main Flucht 1938 Argentinien                                            | 14. Mai 2024  | |
| Selma Seliger            | Mittelstraße 14 ·           |      | Hier wohnte Selma Seliger geb. Rosenbaum Jg. 1911 Flucht 1938 Argentinien                                                                        | 14. Mai 2024  | |
| Siegbert Seliger         | Mittelstraße 14 ·           |      | Hier wohnte Siegbert Seliger Jg. 1932 gedemütigt/entrechtet tot 11. Nov. 1933                                                                    | 14. Mai 2024  | |
| Beate Lieselotte Seliger | Mittelstraße 14 ·           |      | Hier wohnte Beate Lieselotte Seliger Jg. 1935 Flucht 1938 Argentinien                                                                            | 14. Mai 2024  | |
| Emma Mannheimer          | Schlossgasse 9 ·            |      | Hier wohnte Emma Mannheimer geb. Stern Jg. 1861 unfreiwillig verzogen Frankfurt a. M. deportiert 1942 Theresienstadt ermordet 20.1.1943          |               | |
| Philipp Rothschild       | Schlossgasse 9 ·            |      | Hier wohnte Philipp Rothschild Jg. 1899 Flucht 1938 USA                                                                                          |               | |
| Frieda Rothschild        | Schlossgasse 9 ·            |      | Hier wohnte Frieda Rothschild geb. Mannheimer Jg. 1893 unfreiwillig verzogen 1938 Frankfurt a. M. Flucht USA                                     |               | |
| Gisela Rothschild        | Schlossgasse 9 ·            |      | Hier wohnte Gisela Rothschild Jg. 1928 unfreiwillig verzogen 1938 Frankfurt a. M. Flucht USA                                                     |               | |
| Bernhard Rothschild      | Schlossgasse 9 ·            |      | Hier wohnte Bernhard Rothschild Jg. 1931 unfreiwillig verzogen 1938 Frankfurt a. M. Flucht USA                                                   |               | |
| Lothar Rothschild        | Schlossgasse 9 ·            |      | Hier wohnte Lothar Rothschild Jg. 1935 unfreiwillig verzogen 1938 Frankfurt a. M. Flucht USA                                                     |               | |
| Bertha Collin            | Steinstraße 4 ·             |      | Hier wohnte Bertha Collin geb. Gottschall Jg. 1880 unfreiwillig verzogen 1939 Frankfurt/Main deportiert 1941 Kowno ermordet 25.11.1941           | 6. Nov. 2013  | Die Stolpersteine für die Familien Cahn und Collin wurden in der Nacht vom 7. zum 8. November 2013 aus dem Pflaster herausgebrochen und gestohlen. |
| Siegmund Cahn            | Steinstraße 4 ·             |      | Hier wohnte Siegmund Cahn Jg. 1900 Flucht 1939 Holland interniert Westerbork deportiert 1944 Theresienstadt ermordet in Auschwitz                | 6. Nov. 2013  | |
| Henny Cahn               | Steinstraße 4 ·             |      | Hier wohnte Henny Cahn geb. Collin Jg. 1907 Flucht 1939 Holland interniert Westerbork deportiert 1944 Theresienstadt ermordet in Auschwitz       | 6. Nov. 2013  | |
| Regina Collin            | Steinstraße 4 ·             |      | Hier wohnte Regina Collin Jg. 1913 Flucht 1937 Schweiz überlebt                                                                                  | 6. Nov. 2013  | |
| Karl Cahn                | Steinstraße 4 ·             |      | Hier wohnte Karl Cahn Jg. 1931 Flucht 1939 Holland interniert Westerbork deportiert 1944 Theresienstadt ermordet in Auschwitz                    | 6. Nov. 2013  | |
| Jakob Günther Cahn       | Steinstraße 4 ·             |      | Hier wohnte Jakob Günther Cahn Jg. 1932 Flucht 1939 Holland interniert Westerbork deportiert 1944 Theresienstadt Auschwitz ermordet 25.10.1944   | 6. Nov. 2013  | |
| Manfred Cahn             | Steinstraße 4 ·             |      | Hier wohnte Manfred Cahn Jg. 1935 Flucht 1939 Holland interniert Westerbork deportiert 1944 Theresienstadt ermordet in Auschwitz                 | 6. Nov. 2013  | |
| Fanny May                | Steinstraße 15 ·            |      | Hier wohnte Fanny May geb. Haas Jg. 1864 unfreiwillig verzogen 1941 Frankfurt M. deportiert 1942 Theresienstadt ermordet 3.9.1942                |               | |
| Simon May                | Steinstraße 15 ·            |      | Hier wohnte Simon May Jg. 1888 unfreiwillig verzogen 1941 Frankfurt M. deportiert 1941 ermordet im besetzten Polen                               |               | |
| Klara May                | Steinstraße 15 ·            |      | Hier wohnte Klara May geb. Siegel Jg. 1891 gedemütigt/entrechtet Flucht in den Tod 18.1.1941 Frankfurt M.                                        |               | |

### Weiterstadt
| Name                | Adresse                   | Bild | Inschrift | Verlegedatum  | Biografie und Anmerkungen |
| ------------------- | ------------------------- | ---- | --- | ------------- | ------------------------- |
| Michael Petri       | Bahnhofstraße 10 ·        |      | Hier wohnte Michael Petri Jg. 1920 deportiert 1943 Auschwitz 1944 Dachau tot an den Folgen 3.6.1945                                       |               |                           |
| Berthold Lehmann    | Darmstädter Straße 22 ·   |      | Darmstädter Strasse 22 wohnte Berthold Lehmann Jg. 1889 Flucht 1938 USA                                                                   | 26. Okt. 2018 |                           |
| Emma Lehmann        | Darmstädter Straße 22 ·   |      | Hier wohnte Emma Lehmann geb. Marx Jg. 1893 gedemütigt/entrechtet Flucht in den Tod 23.6.1938                                             | 26. Okt. 2018 |                           |
| David Lehmann       | Darmstädter Straße 37 ·   |      | Hier wohnte David Lehmann Jg. 1853 unfreiwillig verzogen 1938 Mainz-Bischofsheim Flucht 1939 England                                      |               |                           |
| Sara Lehmann        | Darmstädter Straße 37 ·   |      | Hier wohnte Sara Lehmann geb. Stern Jg. 1860 unfreiwillig verzogen 1938 Mainz-Bischofsheim Flucht 1939 England                            |               |                           |
| Max Stern           | Darmstädter Straße 37 ·   |      | Hier wohnte Max Stern Jg. 1898 'Schutzhaft' 1938 Buchenwald unfreiwillig verzogen 1938 Mainz-Bischofsheim deportiert 1942 Piaski ermordet |               |                           |
| Settchen Stern      | Darmstädter Straße 37 ·   |      | Hier wohnte Settchen Stern geb. Lehmann Jg. 1887 unfreiwillig verzogen 1938 Mainz-Bischofsheim deportiert 1942 Piaski ermordet            |               |                           |
| Heinrich Rühl       | Heinrich-Rühl-Straße 11 · |      | Hier wohnte Heinrich Rühl Jg. 1901 verhaftet 1941 Dachau ermordet 18.12.1944 Buchenwald                                                   |               |                           |
| Mina Lehmann        | Kreuzstraße 6 ·           |      | Hier wohnte Mina Lehmann Jg. 1902 eingewiesen 1930 Heilanstalt Goddelau 'verlegt' 4.2.1941 Hadamar ermordet 4.2.1941 Aktion T4            |               |                           |
| Ernst Erich Lehmann | Kreuzstraße 6 ·           |      | Hier wohnte Ernst Erich Lehmann Jg. 1904 Flucht 1937 USA                                                                                  |               |                           |
| Irma Lehmann        | Kreuzstraße 6 ·           |      | Hier wohnte Irma Lehmann geb. Oppenheimer Jg. 1905 Flucht 1937 USA                                                                        |               |                           |
| Gustine Lehmann     | Kreuzstraße 6 ·           |      | Hier wohnte Gustine Lehmann Jg. 1905 Flucht 1937 USA                                                                                      |               |                           |
| Jakob Schwab        | Spessartstraße 16 ·       |      | Hier wohnte Jakob Schwab Jg. 1896 'Schutzhaft' 1938 Buchenwald unfreiwillig verzogen 1939 Wiesbaden deportiert 1942 ermordet in Majdanek  |               |                           |
| Paula Schwab        | Spessartstraße 16 ·       |      | Hier wohnte Paula Schwab geb. Löwenberg Jg. 1895 unfreiwillig verzogen 1939 Wiesbaden deportiert 1942 ermordet in Sobibor                 |               |                           |